# Флаг Солдатско-Степновского сельского поселения
Флаг Солда́тско-Степно́вского сельского поселения — опознавательно-правовой знак, составленный и употребляемый в соответствии с вексиллологическими правилами, служащий официальным символом Солдатско-Степновского сельского поселения Быковского муниципального района Волгоградской области Российской Федерации, единства его территории, населения, прав и самоуправления.
Флаг утверждён 21 апреля 2009 года и внесён в Государственный геральдический регистр Российской Федерации с присвоением регистрационного номера 7827.

## Описание
«Флаг села Солдатско-Степновского Быковского района Волгоградской области представляет собой: прямоугольное полотнище с отношением ширины к длине 2 3, воспроизводящее композицию герба сельского поселения в зелёном, жёлтом, красном и белом тонах».
Геральдическое описание герба гласит: «В зелёном поле золотая корона составленная из пшеничных колосьев сопровождаемая внизу тремя серебряными лапчатыми крестами (два и один). В золотой главе червлёный бык с золотым кольцом в ноздрях».

## Обоснование символики
Флаг Солдатско-Степновского сельского поселения составлен на основании герба, по правилам и соответствующим традициям вексиллологии, и отражает исторические, культурные, социально-экономические, национальные и иные местные традиции.